# 세바스티앵 부에미
세바스티앵 올리비에 욍베르 부에미(프랑스어: Sébastien Olivier Humbert Buemi, 프랑스어 발음: [sebastjɛ̃ ɔlivje œ̃bɛʁ bɥemi], 1988년 10월 31일~)는 스위스의 자동차 경주 선수이다. 포뮬러 E에 인비전 레이싱(Envision Racing), FIA 세계 내구 선수권 대회에 토요타 가주 레이싱 유럽 소속으로 출전하고 있다.
스쿠데리아 토로 로소 소속으로 포뮬러 원에 2009년부터 2011년까지 참가했으며, 레드불 레이싱의 예비 드라이버로 2012년부터 2013년까지 있었다. 2012년부터 FIA 세계 내구 선수권 대회에서 경쟁했으며 2014년 LMP1 클래스로 챔피언을 달성했다. 2018년 르망 24시 우승과 2018-19 WEC 챔피언을 달성했으며 2019, 2020, 2022년 르망 24시를 우승했다.
또한 부에미는 2014년부터 FIA 포뮬러 E 챔피언십에서 e.dams 르노 소속으로 출전했으며 2015-2016 포뮬러 E 챔피언을 달성했다.